# 南方神社 (鹿児島市)

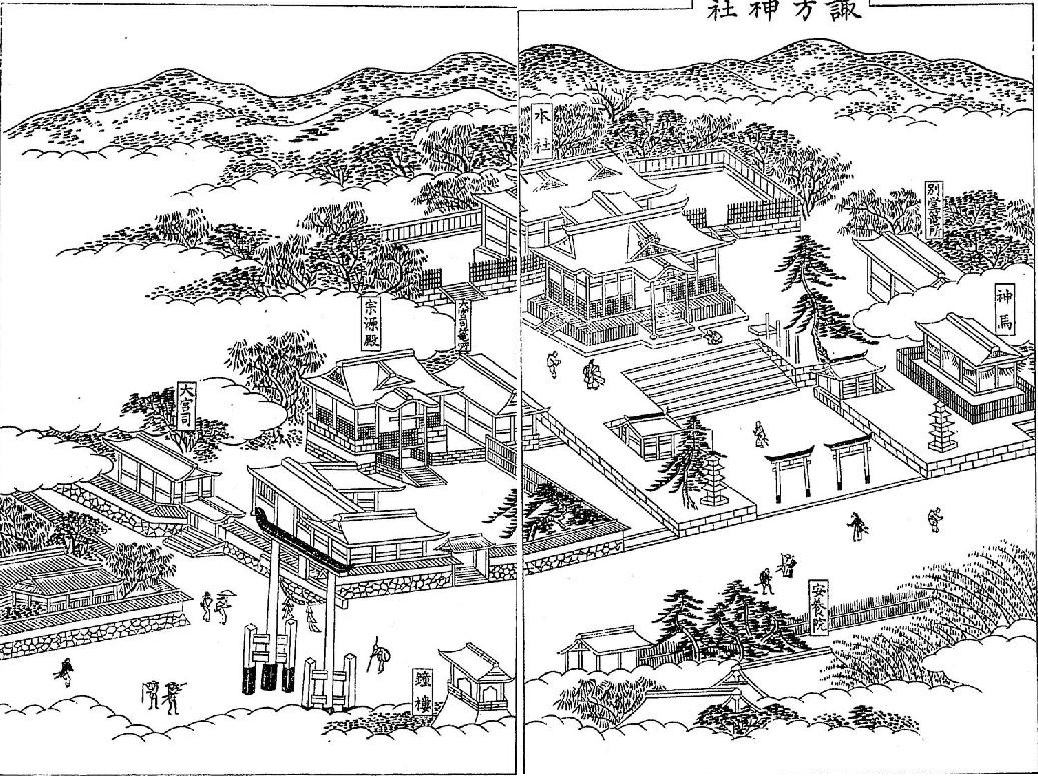
三国名勝図会に掲載されている江戸期の絵図

南方神社（みなみかたじんじゃ）は鹿児島県鹿児島市清水町に鎮座する神社で、鹿児島五社の筆頭。信州諏訪大社の分社で諏訪神社（すわじんじゃ）とも称される。薩摩藩主の崇敬が厚かったが、庇護を失い衰退。2004年には社殿が老朽化により取り壊された。現在の社殿は2010年に再建されたものである。

## 祭神
建御名方刀美命（たけみなかたとみのみこと）と八坂刀売命を祀る。

## 由緒
島津氏久が現鎮座地に諏訪大社を勧請し、その後島津氏累代によって崇敬された。なお、鹿児島県には諏訪大社系の神社が多数存在するが、ほとんどが「南方（みなみかた）神社」と名乗っているのは他地方に見られない特徴である。
明治6年（1873年）郷社に列した。